# L'home desitjat (còmic)
L'home desitjat (Der bewegte Mann en l'original alemany) és un còmic de l'il·lustrador i autor alemany Ralf König publicat el 1987. Es va publicar en català per Glénat el 2007.

## Adaptacions
En 1994 es va filmar la pel·lícula Der bewegte Mann dirigida per Sönke Wortmann, que incloïa l'argument de L'home desitjat i Pretty Baby, que va decebre König. La pel·lícula va ser doblada al català i estrenada als cinemes l'any 1995 (sota la distribució de Lauren Films).